# دينغلشتيت
دينغل‌اشتت (بالألمانية: Dingelstädt) هي بلدة ألمانية تقع في ألمانيا في تورينغن.[بحاجة لمصدر]  يقدر عدد سكانها بـ 4,766 نسمة .

## المدن التوأمة
مدن Jarosław، أيو ‏، Künzell، Felsberg و Wenden هي مدن توأمة لـدينغل‌اشتت.